# Élections municipales de 2008 à Rennes
Pour un article plus général, voir Élections municipales de 2008 en Ille-et-Vilaine.
Les élections municipales ont lieu les 9 et 16 mars 2008 à Rennes.

## Mode de scrutin
Le mode de scrutin à Rennes est celui des villes de plus de 1 000 habitants : la liste arrivée en tête obtient la moitié des 61 sièges du conseil municipal. Le reste est réparti à la proportionnelle entre toutes les listes ayant obtenu au moins 5 % des suffrages exprimés. Un deuxième tour est organisé si aucune liste n'atteint la majorité absolue et au moins 25 % des inscrits au premier tour. Seules les listes ayant obtenu aux moins 10 % des suffrages exprimés peuvent s'y présenter. Les listes ayant obtenu au moins 5 % des suffrages exprimés peuvent fusionner avec une liste présente au second tour.

## Candidats
| Liste | Liste                                           | Partis                         | Tête de liste       | Ordre |
| ----- | ----------------------------------------------- | ------------------------------ | ------------------- | ----- |
|       | Rassemblement démocrate pour l'avenir de Rennes | MoDem-PB                       | Caroline Ollivro    | 1     |
|       | Rennes verte et solidaire                       | Les Verts                      | Nicole Kiil-Nielsen | 2     |
|       | Lutte ouvrière                                  | LO                             | Raymond Madec       | 3     |
|       | Rennes à gauche                                 | LCR-Emgann                     | Valérie Faucheux    | 4     |
|       | Pour les services publics                       | PT                             | Carine Weber        | 5     |
|       | Rennes, une ambition partagée                   | PS-PCF-Verts diss.-PRG-UDB-R&V | Daniel Delaveau     | 6     |
|       | Rennes, ville capitale                          | UMP-NC-PR-LGM-DVD              | Karim Boudjema      | 7     |

## Résultats
- Maire sortant : Edmond Hervé (PS)
- 61 sièges à pourvoir au conseil municipal (population légale 1999 : 206 229 habitants)

|                                                 |                     |                                |              |              |             |             |        |        |  |
| Tête de liste                                   | Tête de liste       | Liste                          | Premier tour | Premier tour | Second tour | Second tour | Sièges | Sièges |  |
| Tête de liste                                   | Tête de liste       | Liste                          | Voix         | %            | Voix        | %           | CM     |        |  |
|                                                 | Daniel Delaveau     | PS-PCF-Verts diss.-PRG-UDB-R&V | 30 735       | 46,98        | 37 169      | 60,40       | 50     |        |  |
| Rennes, une ambition partagée                   |                     |                                | 30 735       | 46,98        | 37 169      | 60,40       | 50     |        |  |
|                                                 | Karim Boudjema      | UMP-NC-PR-LGM-DVD              | 17 034       | 26,11        | 16 885      | 27,44       | 8      |        |  |
| Rennes, ville capitale                          |                     |                                | 17 034       | 26,11        | 16 885      | 27,44       | 8      |        |  |
|                                                 | Caroline Ollivro    | MoDem-PB                       | 6 692        | 10,23        | 7 480       | 12,16       | 3      |        |  |
| Rassemblement démocrate pour l'avenir de Rennes |                     |                                | 6 692        | 10,23        | 7 480       | 12,16       | 3      |        |  |
|                                                 | Nicole Kiil-Nielsen | Verts                          | 5 841        | 8,93         |             |             |        |        |  |
| Rennes verte et solidaire                       |                     |                                | 5 841        | 8,93         |             |             |        |        |  |
|                                                 | Valérie Faucheux    | LCR-Emgann                     | 3 263        | 4,99         |             |             |        |        |  |
| Rennes à gauche                                 |                     |                                | 3 263        | 4,99         |             |             |        |        |  |
|                                                 | Raymond Madec       | LO                             | 1 151        | 1,76         |             |             |        |        |  |
| Lutte ouvrière                                  |                     |                                | 1 151        | 1,76         |             |             |        |        |  |
|                                                 | Carine Weber        | PT                             | 661          | 1,01         |             |             |        |        |  |
| Pour les services publics                       |                     |                                | 661          | 1,01         |             |             |        |        |  |
|                                                 |                     |                                |              |              |             |             |        |        |  |
| Inscrits                                        | Inscrits            | Inscrits                       | 117 927      | 100,00       | 117 923     | 100,00      |        |        |  |
| Abstentions                                     | Abstentions         | Abstentions                    | 50 793       | 43,07        | 54 466      | 46,19       |        |        |  |
| Votants                                         | Votants             | Votants                        | 67 134       | 56,93        | 63 457      | 53,81       |        |        |  |
| Blancs ou nuls                                  | Blancs ou nuls      | Blancs ou nuls                 | 1 707        | 2,54         | 1 923       | 3,17        |        |        |  |
| Exprimés                                        | Exprimés            | Exprimés                       | 65 427       | 97,46        | 61534       | 96,83       |        |        |  |